# Ксаверій Кнотц
Ксаверій Кнотц (пол. Ksavery Knotz; нар. 22 жовтня 1965) — священик Ордену братів менших капуцинів (рукоположений у священичий сан 1991 р.), доктор пасторального богослов'я, член колективу лабораторії «Вензь», викладач у семінарії капуцинів, головний редактор тематичного порталу «Szansa spotkania».

## Біографія
Працював студентським душпастирем і катехитом у школі у Вроцлаві (Польща), навчався у Фрібурі (Швейцарія). У Польщі студіював у Любліні, був викладачем у Кракові, душпастирем у Стальовій Волі.
Нині веде реколекції для подружжів на теми сексуальності.
Ксаверій Кнотц стане гостем 17-ого форуму видавців у Львові.

## Праці
Автор книжок:
- «Подружній акт. Шанс зустрічі з Богом і подружньою половинкою»,
- «Секс, якого не знаєте. Для подружжів, які люблять Бога»,
- «Не бійтеся сексу. Кохай і роби, що хочеш».

У вересні очікується нова книга автора — «Секс є Божий, чи католицька еротика».